# Славянские микроязыки
Славя́нские микроязыки́ (малые литературные языки) — литературно-языковые образования, находящиеся вне списка известных славянских литературных языков крупных наций (этносов). Термин «литературные микроязыки» был предложен А. Д. Дуличенко в конце 1970-х гг. и впоследствии закрепился в славистике.
Славянские микроязыки базируются на диалектах или говорах периферии того или иного языкового массива либо на островном диалекте, обладают письменностью и письменной практикой, большей или меньшей степенью нормализации, используются в ряде сфер, типичных для литературных языков, однако в ограниченном объёме и всегда наряду с каким-либо национальным (генетически родственным или неродственным) литературным языком.

## Список микроязыков
В генетическом плане каждый литературный микроязык восходит к одному из крупных славянских языков либо имеет с ним тесную степень родства. Некоторую сложность в этом отношении представляет лишь южнорусинский язык.
Южнославянские микроязыки
- Словенский язык
  - прекмурско-словенский микроязык — Прекмурье (северо-восточная Словения), соседние районы Австрии
  - резьянский микроязык — долина Резья (провинция Фриули-Венеция-Джулия, Италия)
  - венецианско-словенский микроязык
- Сербохорватский язык
  - кайкавский диалект
  - чакавский диалект
    - градищанско-хорватский микроязык (бургенландско-хорватский) — земля Бургенланд (Австрия) и прилегающие районы Венгрии

  - штокавский диалект
    - молизско-славянский микроязык (молизско-хорватский) — с XV—XVI вв. в области Молизе (Италия), из Далмации.

  - славяносербский
- Болгарский язык
  - банатско-болгарский микроязык — с XVIII в. в Банате (Румыния и Сербия)
  - помакский микроязык — болгароязычные мусульмане Греции (помаки)
- Македонский язык
  - эгейско-македонский микроязык — македонцы Греции; был издан букварь в 1925 г.[1]; на нём в разных странах издавались периодика и книги, однако ныне он, насколько известно, не функционирует.

Западнославянские микроязыки
- Словацкий язык
  - восточнословацкий микроязык — язык протестантов Восточной Словакии с середины XVIII в.
- Чешский язык
  - ляшский микроязык — практически язык одного автора — поэта Ондры Лысогорского — на основе силезского диалекта
- Польский язык
  - вичский микроязык — на основе польских говоров Литвы, попытки с конца 1980-х гг.

Восточнославянские микроязыки
- Украинский язык
  - русинский язык (карпаторусинский) — русины Закарпатской области, Словакии, Польши, Венгрии
  - полесский микроязык (ятвяжский) — юго-западная Белоруссия
- Белорусский язык
  - гальшанский микроязык — в конце 1980-х в Литве на основе местных белорусских говоров
  - полесский микроязык (ятвяжский) — юго-западная Белоруссия
  - подляшский микроязык (своя мова) — Подляшье

южнорусинский язык (югославорусинский) — русины Воеводины и Хорватии; генетически относится к словацкому языковому массиву, однако с сильным субстратным и адстратным влиянием восточнославянских русинских говоров. По совокупности критериев этот язык занимает промежуточное положение между микроязыками и основными славянскими языками.
По мнению А. Д. Дуличенко, создание новых славянских литературных микроязыков продолжается и в настоящее время. Так, на рубеже XX—XXI веков в Воеводине формируется буневская литературная норма на базе буневских говоров сербохорватского языка. Буневцы (вероятнее всего, сербы католического вероисповедания, переселившиеся в Воеводину из Далмации, которые считают себя отдельной этнической группой или частью хорватского этноса), создали «Национальный Совет буневского национального меньшинства» и «Буневскую Матицу». На буневском языке печатается часть текстов в «Буневском журнале» (Bunjevačke Novine), в некоторых начальных школах в местах компактного проживания буневцев вводятся уроки буневского языка.
Новыми славянскими литературными микроязыками можно считать также силезский и гуральский (подгальский). Движение за создание литературных стандартов на силезских и подгальских говорах возникло на юге Польши с 1990-х годов; для этих движений характерно отсутствие единства: их представители объединены в различные общества, предлагающие разные варианты графики, орфографии и грамматики. Тем не менее, на этих языках предпринимаются попытки создания литературных произведений, издания периодики: на гуральский, в частности, переведено «Евангелие».

## Островные и периферийные микроязыки
Носители (или пользователи) современных славянских микроязыков проживают (или проживали) среди других родственных или неродственных народов, образуя этнические «острова», либо на периферии по отношению к своему коренному этносу. В соответствии с этим микроязыки можно подразделить на островные и периферийные (последние могут также называться региональными). К островным микроязыкам относятся прежде всего: паннонско-русинский, градищанско-хорватский, молизско-славянский, резьянский, который может быть также охарактеризован как «полуостровной», банатско-болгарский; к периферийным микроязыкам — чакавский, кайкавский, прекмурско-словенский, восточнословацкий, ляшский, карпаторусинский, западнополесский и др.

## Функциональная характеристика
Иерархичность отношений между национальными литературными языками и микроязыками видна при противопоставлении таких внутренних признаков, как наличие строгой нормированности у первых и менее строгой — у вторых, функционирование развитой устной нормы у национальных литературных языков и отсутствие (или слабая развитость) таковой у микроязыков (здесь устная норма приближена к диалектной речи либо нередко тождественна ей), а также внешних признаков, из которых существенны следующие: функциональная поливалентность и жанровая неограниченность национальных литературных языков — функциональная ограниченность и жанровая узость микроязыков.
Литературный микроязык в функциональном плане шире соответствующего диалекта: для него характерна тенденция к выработке нормы, что требует значительного обогащения словарного состава и усложнения грамматической системы, часто за счет иноязычных заимствований, обращения к предшествующим литературно-языковым традициям, что чуждо диалектам, на которых время от времени создаются авторские поэтические или прозаические тексты. За каждым малым славянским литературным языком, в отличие от диалекта, использующегося в художественных целях, стоит более или менее организованный литературно-языковой процесс, способствующий становлению и развитию литературного микроязыка и формирующий представление о нём именно как о литературном языке.
С точки зрения локальных связей славянские микроязыки располагаются в славянском и неславянском ареалах; при этом одни из них выступают в виде языковых «островов», являющихся результатом миграции населения в прошлом, в то время как другие функционируют в исконном ареале, то есть не отрываясь от своего генетического корня и ареала в целом.

## Этнический фактор
За большинством славянских микроязыков стоят не нации, а так называемые культурно-языковые и этноязыковые группы как ответвления от крупных славянских этносов-наций.
Периферийные литературные микроязыки функционируют в среде культурно-языковых групп, бытующих в пределах периферийного (этнического) ареала и выделяющихся в его рамках лишь местными особенностями культурно-исторического и языкового (диалектного) характера, — таковы чакавцы, кайкавцы в Хорватии и др.; за островными литературными микроязыками стоят этно-языковые группы, то есть «острова», представляющие собой национальные меньшинства, — таковы градищанские хорваты, молизские славяне, банатские болгары и др. (в отличие от культурно-языковых групп, они характеризуются более ощутимой этнической и языковой отдельностью). И периферийные, и островные ответвления считают себя неотрывной частью соответствующих славянских этносов-наций: банатские болгары — болгар, чакавцы и кайкавцы, а также градищанские хорваты и молизские славяне — хорватов и т. п. О паннонско-русинском можно говорить не только как о микроязыке, но и как о самостоятельном славянском языке, так как им пользуется этническая группа (общность), претендующая на роль народности. Впрочем, граница между микроязыками и самостоятельными славянскими языками и в некоторых других случаях оказывается нечеткой: так, «островной» серболужицкий, представляющий славянское национальное меньшинство в Германии, и периферийный по отношению к польскому кашубский по традиции, сложившейся в отечественном языкознании, рассматриваются как отдельные языки.

## История возникновения
В качестве условий для возникновения литературных микроязыков необходимы: наличие компактности среды и связанная с этим обособленность от основного диалектного континуума, осознание языковой и этнической специфичности, сложность диалектного ландшафта, вынуждающая обратиться к поискам собственного литературного языка (особенно в период формирования национальных литературных языков) на более близкой диалектной основе; наличие литературно-языковой предтрадиции на родственном или неродственном языке, которая обеспечивала условия для экспериментов по применению родной речи в роли литературного языка; при этом количественный фактор не является решающим, хотя и оказывает влияние на потенциальные возможности литературно-языкового процесса. Стимулирующими моментами при возникновении ряда славянских микроязыков были протестантизм (XVI в.), движение за национальное возрождение славянских народов (XIX в.), субъективный фактор, то есть наличие просветителей, способных силой своего примера, главным образом в области литературного творчества, дать толчок к организации литературно-языкового процесса на своем диалекте (говоре).
Особенностью периферийных литературных микроязыков является то, что почти все они уже на начальной стадии своего развития (до эпохи национального возрождения) представляли собой региональные варианты, вступавшие в конкуренцию друг с другом с целью стать основой создающегося национального литературного языка.

## Критика
С критических позиций теорию «славянской микролингвистики» оценивает российский славист С. С. Скорвид, считающий, что вследствие расплывчатости и нечёткости определения «славянских микроязыков» ряд исследователей вслед за самим А. Д. Дуличенко вкладывают в понятие «микроязык» разный смысл. Использование термина «славянские микроязыки», по мнению С. С. Скорвида, является нецелесообразным, поскольку под этот термин можно подводить совершенно несхожие языковые формы. Все идиомы ограниченного функционирования в славянском мире могут быть более чётко определены иными терминами. Так, серболужицкий в Германии, южнорусинский в Сербии и Хорватии, (карпато)русинский в Словакии, лемковский в Польше и некоторые другие идиомы следует рассматривать как «языки меньшинств» или миноритарные языки. Кашубский в Польше, (карпато)русинский на Украине, кайкавский и чакавский в Хорватии, а также другие подобные идиомы, носители которых обладают особым региональным этноязыковым самосознанием, подпадают под понятие «региональных языков». Такие письменные идиомы, как появляющиеся в наше время подляшский Я. Максимюка и курпёвский в Польше или уже прекратившие своё существование ляшский О. Лысогорского в Чехии и западнополесский М. Шеляговича в Белоруссии могут быть определены как «литературные идиолекты» и «литературные диалекты».
На отсутствие «строгого» определения основных терминов теории «литературных микроязыков» указывает чешский исследователь В. Кнолл. Это, по его мнению, даёт основание включать в число «микроязыков» всё большее число славянских идиомов как настоящего, так прошлого, что и происходит в последнее время. В частности, к «новым микроязыкам» стали причислять как современные подгальский, мазурский, силезский, моравский, так и исторические библичтину, бернолачтину, трнавско-словацкий, камалдулско-словацкий, трансильванско-болгарский. Бо́льшую часть языковых форм, которые А. Д. Дуличенко рассматривает как «микроязыки», В. Кнолл относит к литературным диалектам. От них, по его мнению, следует отделить группу литературных идиолектов, как, например, проект ляшского языка, и группу региональных литературных языков, таких, как градищанско-хорватский и южнорусинский, а, возможно, уже и кашубский и словацкорусинский.
Б. Выдерка, упоминая о трёх польских регионах (курпёвском, подгальском и силезском), в которых развивается письменность на местных говорах и предпринимаются попытки их кодификации, предлагает называть формирующиеся языковые феномены вместо литературных микроязыков «региолектами» (regiolekt) или «региональными языками» (język regionalny).